# Эдинг Спорт
«Эдинг Спорт» (фр. Eding Sport) — камерунский футбольный клуб из департамента Лекье, выступающий в чемпионате Камеруна. Домашней ареной клуба является Стад Нога Экеле в Яунде, вместимостью 5 тысяч зрителей.

## История
Клуб «Эдинг Спорт» основан в 2012 году. По итогам сезона 2015 года клуб занял третье место во втором дивизионе и получил право выступить в чемпионате Камеруна. Дебютный сезон на новом уровне «Эдинг Спорт» завершил на 9 месте. По итогам сезона 2017 года клуб впервые в своей истории стал чемпионом Камеруна. В 2018 году «Эдинг Спорт» дошёл до финала Кубка Камеруна, где обыграл «Лион Блессе» с минимальным счётом 1:0 благодаря голу Фрэнсиса Балианга.
Успехи на национальном уровне позволили клубу дебютировать в 2018 году в предварительном раунде Лиги чемпионов КАФ в двухматчевом противостоянии против нигерийскому «Плато Юнайтед», которому «Эдинг Спорт» уступил со счётом 0:4. В следующем году команда должна была встречаться с «Асанте Котоко» из Ганы, но камерунцам было засчитано техническое поражение из-за того что Камерунская федерация футбола не смогла вовремя подтвердить участие клуба в турнире.
По итогам сезона 2022/23 клуб занял предпоследнее 9 место в группе «А», после чего уступил со счётом 0:2 команде ЙОСА и вылетел во второй дивизион, прервав своё семилетнее пребывание в высшем дивизионе.
В составе команды в разное время играли футболисты, имеющие опыт выступления за национальную сборную Камеруна, такие как Мартин Ако, Кемаджу Дибами, Жан-Оскар Калати и Альфонс Тьенчо.

## Достижения
- Чемпион Камеруна: 2017
- Победитель Кубка Камеруна: 2018

## Последние результаты
| Сезон   | Див. | Место | Кубок Камеруна |
| ------- | ---- | ----- | -------------- |
| 2015    | II   | 3     | 1/16 финала    |
| 2016    | I    | 9     | 1/32 финала    |
| 2017    | I    | 1     |                |
| 2018    | I    | 8     | Победитель     |
| 2019    | I    | 6     | 1/4 финала     |
| 2019/20 | I    | 10    |                |
| 2020/21 | I    | 9     | 1/16 финала    |
| 2022    | I    | 2     | 1/16 финала    |
| 2022/23 | I    | 9     | 1/4 финала     |
| 2023/24 | II   | 3     | 1/32 финала    |
| 2024/25 |      |       |                |

## Континентальный турнир
| Сезон   | Турнир                 | Этап   | Соперник      | Дома     | Гости    | Общий    |
| ------- | ---------------------- | ------ | ------------- | -------- | -------- | -------- |
| 2018    | Лига чемпионов КАФ     | предв. | Плато Юнайтед | 0-1      | 0-3      | 0-4      |
| 2018/19 | Кубок Конфедерации КАФ | предв. | Асанте Котоко | тех.пор. | тех.пор. | тех.пор. |